# Misagria
Genre
Misagria est un genre d'insectes de la famille des Libellulidae, appartenant au sous-ordre des anisoptères dans l'ordre des odonates. Il comprend quatre espèces.

## Espèces du genreMisagria
- Misagria bimacula Kimmins, 1943
- Misagria calverti Geijskes, 1951
- Misagria divergens De Marmels, 1981
- Misagria parana Kirby, 1889